# Grenade-sur-l’Adour
Grenade-sur-l’Adour település Franciaországban, Landes megyében. Lakosainak száma 2414 fő (2022. január 1.). Grenade-sur-l’Adour Bascons, Bordères-et-Lamensans, Castandet, Larrivière-Saint-Savin, Maurrin és Saint-Maurice-sur-Adour községekkel határos.

## Népesség
A település népességének változása:
| Lakosok száma | 2046 | 2129 | 2187 | 2423 | 2505 | 2549 | 2487 | 2440 | 2443 | 2414 |
|               | 1968 | 1982 | 1990 | 2006 | 2013 | 2015 | 2017 | 2019 | 2020 | 2022 |